# エリンギ
エリンギ（学名: Pleurotus eryngii）は、ヒラタケ科ヒラタケ属のキノコの一種である。子実体は食用とされる。

## 概要
イタリア、フランスなど地中海性気候地域を中心として、ロシア南部、中央アジアなどのステップ気候地域までを原産地とし、主にセリ科ヒゴタイサイコ属（エリンギウム）の植物エリンギウム・カンペストレの枯死した根部を培地として自生することから命名された。
子実体の傘の直径は4 - 5センチメートル、軸は長さ10センチメートルほどになる。原産地域ではもともと人気のある食用キノコで、フランス料理やイタリア料理などの定番食材のひとつである。日本においては、1993年に愛知県林業センターで初めて人工栽培が行われ、日本では太くて大きいエリンギが開発された。当初は知名度が低く生産も伸びなかったものの、『ミュージックステーション』2000年11月3日放送分でサザンオールスターズの桑田佳祐がエリンギ料理にハマっていることを公言し、実物をポケットから出した場面が放送されると、エリンギの出荷量が一気に10倍になるなどの反響を呼んだ。このこともあり、桑田は食用きのこメーカーや識者の間ではエリンギを日本の食卓に広めた人物とも言われている。その後、栽培技術が普及するにともなって各地で大量の商業栽培がおこなわれるようになった。
日本において本種の自生はなく、市場において見られる物は全てが栽培産品であり、学問上定着した和名は無い。かつて栽培生産者が販売に際して「じょうねんぼう」、「かおりひらたけ」、「みやましめじ」、「白あわび茸」などの和称を種々発案したものの普及せず、現在では学名の種小名をそのままとったエリンギで広く認知されている。別名の「白あわび茸」は、全体に色が白っぽく、アワビに似た食感であることに由来する。中国名は杏鮑菇。

## 食材
軸が太くて肉質は緻密で、弾力に富んだ歯ごたえが良く、食感はマツタケや加熱したアワビによく似るとされている。食味は淡泊でクセがなく、香りも控えめなため様々な素材に合わせやすく、種々の味付け・香り付けを施して調理されることが多い。現在では大量栽培が普及したため、価格も手ごろな食材として人気が定着している。キノコとしては日持ちもよく、栽培種はいつでも手に入りやすい。
100グラム (g) あたりの熱量は19 - 24キロカロリー (kcal) ほどである。エリンギは食用キノコの中でも食物繊維が多く、サツマイモの約2倍ほども含まれており、腸内活性化やコレステロールの低下の効果が期待できる。また体内の余分な塩分を排出する効果があるカリウムも豊富に含まれており、高血圧予防に役立てられる。
日本では暗室栽培で伸ばした柄の部分が好まれるが、イタリアでは開いた傘が好まれる。ソテーやスープの具材として用いる南欧料理のほか、和食や中華料理の具材としても広く使われるようになった。歯ごたえを楽しむために、縦に走る繊維と直角に切ったものを用いた中華スープや、食べやすい大きさに手で裂いて炒めたバターソテー、煮込んで佃煮にして供するなど手軽な調理法が種々考案され、日本においても人気の食材のひとつとなっている。しかし、食用に際しては加熱は必須で、生食により食中毒を起こす場合がある。

## 栽培
菌床栽培で主にビン栽培される。培地の主材として広葉樹全般が使用されるが、コーンコブミール（トウモロコシの芯の粉末）、コットンハル（ワタの殻）も積極的に使用され、一定の処理を施すことで針葉樹も使用できる。栄養材としてはふすま、米糠のほかにトウモロコシ糠、おから、豆皮等の食品副産物も利用されている。日本での栽培の歴史が浅いため、食品副産物の利用研究と共に栽培技術が発展し多くの特許が成立している。害菌抵抗性が弱く、生育期に生育障害を起こしやすい。エノキタケなどと比較すると若干の乾燥状態を好むが、湿度不足や過多は様々な生育障害を生じる。
日本には元々自生していないヨーロッパ原産のキノコであるが、1990年代から日本でも人工栽培されるようになり、一年中安定的に市場に流通している。2010年（平成22年）に日本では3万7450トン、229億円が生産された。
栽培特性
- 菌糸体の生育最適温度は 25℃ 前後、菌糸体は pH 5.8〜8.0 の範囲で成長し、伸長最適 pH は 6.5 付近。
- 子実体は 14〜20℃ で発生するが、最適な発生温度は 16〜18℃ 程度。
- 炭素源はデンプンよりグルコース、窒素源はペプトンなど低分子の蛋白質で菌体増加量。
- 子実体生育に適する二酸化炭素濃度は 0.2 % 以下で、高二酸化炭素濃度では傘、柄の形状が乱れ品質が劣る。
- pH 調整剤、貝化石。菌糸活性剤としてケイ酸アルミニウム類が使用される。
- 培地含水率は 86〜70 %。
- 二酸化炭素濃度は 3000 ppm 以下程度。
- 湿度は前期培養は 60〜70 %、後期培養は 70〜80 %。
- 子実体発生前は光不要。子実体発生後の光量は 200ルクス 程度。
- 栽培期間は60日程度。収穫は1回。

## その他
- 松茸風ごはん
エリンギの食感を活かし、松茸味の吸い物の素などで風味を付加して松茸の炊込みごはん風に再現する手法が知られている[12]。
- 世界最長キノコ
2014年7月25日、ホクトは、自社が栽培した長さ 59センチメートル、重さ 3.58キログラム のエリンギが、最も長い食用キノコとしてギネス世界記録に認定されたと発表した[13]。
- 菌糸ビンの培地
林野庁東北森林管理局森林整備部技術普及課長の青山一郎は、クワガタムシの幼虫飼育用品として販売されている「菌糸ビン」に用いられている「オオヒラタケ」はエリンギのことであると述べている[14]。

## 参考画像
- 天然品
- 菌床栽培品（日本）
- 市販のキノコ栽培キットを利用した栽培例